# Funktionale Leistungsbeschreibung
Funktionale Leistungsbeschreibung (kurz FLB) ist ein Begriff aus dem Recht der Vergabe öffentlicher Aufträge und beschreibt den Gegenstand der Ausschreibung. Der Auftraggeber muss den Auftragsgegenstand bei der Vorbereitung des Vergabeverfahrens „so eindeutig und erschöpfend wie möglich beschreiben, sodass die Beschreibung für alle bietenden Unternehmen im gleichen Sinne verständlich ist und die Angebote miteinander verglichen werden können“ (§ 121 GWB, § 31 VgV).
Für die Vergabe von Bauaufträgen gilt außerdem die Vergabe- und Vertragsordnung für Bauleistungen Teil A (VOB/A). Gemäß § 7c VOB/A kann der Auftraggeber ausnahmsweise nur die Anforderungen an die Funktion der Leistung beschreiben und die konkrete Ausgestaltung der Leistung dem Auftragnehmer überlassen (Leistungsbeschreibung mit Leistungsprogramm), insbesondere im Brückenbau. Zusammen mit der Bauausführung wird in diesem Fall auch der Entwurf für die Leistung dem Wettbewerb unterstellt, um die technisch, wirtschaftlich und gestalterisch beste sowie funktionsgerechteste Lösung der Bauaufgabe zu ermitteln.

## § 7c VOB/A

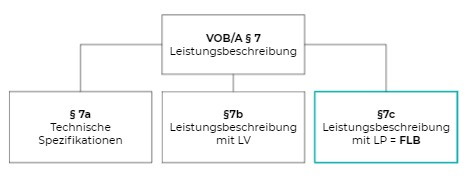
Vorschriften zur Leistungsbeschreibung in der VOB/A

§ 7c VOB/A beinhaltet Merkmale, die der Zweckmäßigkeit der FLB Grenzen setzt, jedoch gibt die Verordnung keine Parameter vor mit denen die Zweckmäßigkeit abgeschätzt oder bestimmt werden kann. Von Zweckmäßigkeit kann jedoch dann die Rede sein, wenn der Auftragnehmer „unternehmerisches Wissen und unternehmerische Erfahrung“ in Bezug auf eines ganz bestimmten Bauvorhabens besitzt (z. B. Krankenhausbau, Flughafenbau). Durch die Erfahrung kann der Planungsprozess erheblich verkürzt werden, als wenn der Auftraggeber die Planung übernimmt. Weiterhin ist die Zweckmäßigkeit dann gegeben, wenn mehrere technische Lösungen möglich sind und diese nicht neutral beschrieben werden können. Außerdem kann der Auftragnehmer die einzelnen Planungs- und Arbeitsschritte genau nachvollziehen, mit seinen Zielen und mit der individuellen Baulösung vergleichen bzw. bestimmen inwiefern sein Bausystem anwendbar ist. Diese Umstände können jedoch dazu führen, die FLB für Bauten des Massenbedarfs auszuschreiben. Die Frage, ob die Anwendung der Funktionalen Leistungsbeschreibung zweckmäßig ist, hängt letztendlich von einigen Faktoren ab. Sie kann als hilfreiches Instrument angesehen werden, um sich auf Bieterseite im Wettbewerb von seinen Mitbewerbern abzuheben und das eigene Unternehmen am Markt der Anbieter zu festigen. Für die Auftraggeber ist zu prüfen, ob bei den Bietern bereits sinnvolle, technisch einwandfreie Systeme vorhanden sind und inwiefern die Angebote wirtschaftlich erscheinen.

## Vergleich mit der Fachlosvergabe
Die Fachlosvergabe ist in der VOB/A §5 Abs. 2 geregelt und bestimmt die Vergabe von Bauleistungen getrennt nach Art oder Fachgebiet. Dieses Merkmal soll bewirken, dass “in erster Linie den Belangen der mittelständischen Bauwirtschaft” entgegengekommen wird. Ziel ist nicht den Mittelstand zu bevorzugen, sondern vielmehr an der Vergabe teilhaben zu lassen.
Das Ziel der FLB ist es unter anderem verschiedene Baulösungen zu finden und dem wirtschaftlichsten Angebot den Zuschlag zu erteilen. Folglich ergibt sich, dass es sich hierbei um eine Vergabe der Bauleistung an einen Generalunternehmer handelt. Dabei steht nicht nur der reine Preiswettbewerb im Vordergrund, sondern weitere Faktoren, wie die gestalterischen Anforderungen sowie Innovation, können auch eine maßgebliche Rolle spielen.
Die Grundlagen beider Vergaben unterscheiden sich im Hinblick auf einige Aspekte. Die Fachlosvergabe zielt auf die Mittelstandsklausel ab, die unter Berücksichtigung kleinerer und mittelgroßer Unternehmen einen weitreichenden Wettbewerb fördern soll. Im Kontrast dazu beschränkt die Funktionale Leistungsbeschreibung den Wettbewerb. Das ist dadurch gegeben, dass der Auftragnehmer sich auch mit dem Erbringen planerischer Leistungen auseinanderzusetzen hat. Dieser Umstand bringt zur Folge, dass „überwiegend großbauindustrielle Unternehmen als Bieter in Frage kommen, denn nur sie unterhalten Planungsbüros, die die notwendigen Architektur- und Ingenieurleistungen“ ausführen können. Im Umkehrschluss wird der Wettbewerb dadurch eingeschränkt, weil kleinere Unternehmen ohne „Einschaltung eines Architekten oder Ingenieurs in der Regel kein Angebot machen können“.

## Probleme bei der Umsetzung
Das größte Risiko bei einer funktionalen Leistungsbeschreibung liegt beim Auftragnehmer, da diese bereits in der Planung sämtliche Leistungsbilder wiedergeben und einkalkulieren müssen. Bereits kleine Fehler in der Planung können sich immens auf die Wirtschaftlichkeit eines Projektes auswirken.
Je früher eine FLB im Projekt erfolgt, desto unvollständiger ist sie zu diesem Zeitpunkt. Da dies in den meisten Projekten schon in der Genehmigungs- bzw. in der Entwurfsplanung erfolgt, können dadurch Auslegungs- und Verständnisunterschiede zwischen dem Auftraggeber und dem Auftragnehmer auftreten. Um dies zu vermeiden, ist es empfehlenswert, „dass Auftraggeber und Auftragnehmer in mehreren Schritten das Bau-Soll gemeinsam konkretisieren und gegebenenfalls auch optimieren“, so dass alle Unstimmigkeiten präzisiert werden können. Bei öffentlichen Bauanträgen ist der Bieter durch das BVerG 2018 zu solchen Konkretisierungen verpflichtet.
Bei einer FLB hat der Bieter darauf zu achten, dass alle Leistungsbilder und technischen Beschreibungen so detailliert und neutral beschrieben sind, „dass alle für die Erstellung des Angebotes maßgebenden Bedingungen und Umstände erkennbar sind“ und des Weiteren eine Vergleichbarkeit der Angebote „im Hinblick auf die Auftraggeber vorgegebenen Leistungs- und Funktionsanforderungen“ sichergestellt ist.
Eine Vergleichbarkeit der Angebote erweist sich als größtes Problem in der Praxis, da es sich als relativ schwierig gestaltet, dies objektiv abzuwägen und zu bewerten, da sehr verschiedene Lösungsansätze von den Bietern vorliegen. Eine eindeutige Bewertung der Angebote über den Preis, wie beispielsweise bei der „herkömmlichen“ Leistungsbeschreibung ist nicht so einfach möglich, da die Auftraggeber selbst nicht immer genau und einheitlich die angebotenen Lösungen beschreiben können und kennen. So ist es dem Auftraggeber nicht ohne weiteres möglich eine Zuschlagsentscheidung nach Qualitätskriterien zu fällen, da er dies nicht anstandslos bewerten kann. Bei der FLB gelten also andere Kriterien als nur der Preis, „um ein Angebot mit dem für den Auftraggeber besten Preis-/Leistungsverhältnis zu ermitteln“.
Da Auftraggeber am Anfang eine Projekts oft noch keine genaue Vorstellung davon haben, welche Lösungsansätze am Markt angeboten werden können, benutzen sie häufig die FLB dafür unterschiedliche Lösungsansätze für spezielle Probleme, die er in der FLB nicht näher spezifizieren kann, für sich zu finden. Dies bedeutet, dass der oft bewusst unvollständige funktional beschriebene Leistungsumfang in einer frühen Projektphase, z. B. auf Basis des Entwurfs, vergaberechtskonform ist. Das ist gerade dann als sinnvoll zu erachten, „wenn der Auftraggeber bei einem Bauprojekt darauf bedacht ist, eine technische und wirtschaftliche optimale Lösung zu erhalten, jedoch selbst diese Lösung noch nicht kennt aber genau weiß und beschreiben kann, wofür er diese gesuchte Lösung benötigt“. „Dies führt allerdings zu erhöhten Risikozuschlägen der Bieter bei der Angebotslegung infolge der lediglich funktional beschriebenen Leistungen, bzw. für die anzubietenden Alternativen, Lösungs- und Optimierungsvorschläge“ (siehe [6], Seite 11) gerade bei öffentlichen Bauaufträgen. „Ebenso stellen die Transparenz der Auswahl- und der Zuschlagskriterien sowie die Bewertung der Alternativen Besonderheiten im Vergabeverfahren dar, von denen ein gewisses – teilweise auch abschreckendes - Gefahrenpotential ausgeht“.
Das Ziel einer FLB die Gesamtprojektdauer zu verkürzen und eine „Verbesserung der Kosten-, Termin- und Qualitätssicherheit“ zu erreichen wird also dadurch eingeschränkt, dass es durchaus schwieriger sein kann, eine FLB zu erstellen und die Angebote anschließend ordnungsgemäß zu bewerten als bei der „herkömmliche“ Leistungsbeschreibung. Die Bewerber haben zwar einen größeren Spielraum und mehr Flexibilität für die Angebotserstellung, das kann aber wiederum dazu führen, dass sich die Risiken bei Nichteinhaltung der Ziele deutlich erhöhen, wodurch bei den Bietern höhere Preise aufgerufen werden. Dies führt wiederum dazu, dass die Projekte mittlerweile unwirtschaftlicher werden als bei der „herkömmlichen“ Leistungsbeschreibung oder sich zumindest nicht wirtschaftlich positiver auswirken und sich auch in der Gesamtprojektdauer nicht deutlich erkennbar verkürzen.

## Projektablauf

### Vorbereitung der Vergabeunterlagen
In der Vorbereitungsphase definiert der Auftraggeber zunächst den Beschaffungsbedarf und die daraus resultierenden Kostenschätzungen sowie die Festlegung der Art der damit verbundenen Verfahren. Marktforschung zur Planung und Umsetzung des Vergabeverfahrens kann hier sinnvoll und notwendig sein. Im Rahmen der Vorbereitung und anschließenden Ausführung des Auftrages ist es erforderlich, die Ausschreibungsunterlagen sorgfältig vorzubereiten, da die in dieser Phase erzeugten Fehler, im Folgeprozess meist nicht oder nur mit viel Zeitaufwand berichtigt werden können. Bei alledem müssen die Vergabeunterlagen sämtliche Angaben umfassen, die obligatorisch sind, um den Auftragnehmer eine Entscheidung zur Teilnahme am Vergabeverfahren zu realisieren. Sie bestehen in der Regel aus dem Anschreiben, insbesondere der Aufforderung zur Abgabe von Teilnahmeanträgen oder Angeboten, dem Begleitschreiben für die Abgabe der angeforderten Unterlagen und der Beschreibung der Einzelheiten der Durchführung des Verfahrens, die zu den Bewerbungsbedingungen zählt. Auch die Angaben der Eignungs- und Zuschlagskriterien sind ein Teil der Unterlagen, sofern diese nicht in der Auftragsbekanntmachung genannt sind. Daneben muss die Leistungsbeschreibung und die Vertragsbedingungen in den Vertragsunterlagen vorhanden sein. Das Anschreiben und die Bewerbungsbedingungen beinhalten lediglich die Erklärungen zum Ablauf des Vergabeverfahrens, die Vertragsunterlagen indessen alle Informationen zum Auftragsgegenstand und den Auftragsbedingungen. Die Leistungsbeschreibung stellt den wichtigsten Bestandteil der Vergabeunterlagen dar. Die Leistungsbeschreibung muss den Vertragsgegenstand so klar und deutlich wie möglich beschreiben, damit alle Unternehmen und Bieter die Beschreibung in gleicher Weise verstehen können, um die Angebote letztendlich vergleichsweise zu prüfen.

### Angebotsbearbeitung durch AN
Im Rahmen der funktionalen Leistungsbeschreibung sollte der Auftragnehmer bei der Angebotsplanung mehrere Punkte berücksichtigen. Der Ausgangspunkt jeder Planung sollten die „Grundangaben“ des Auftraggebers sein. Hierbei ist das Ziel, die Wünsche, die Vorgaben und falls vorhanden Zeichnungen oder andere Spezifikationen mit den anerkannten Regeln der Technik zu vergleichen und gegebenenfalls zu überarbeiten. Außerdem muss der Auftragnehmer auch die Grundkonstruktion des Gebäudes bedenken. Auch wenn die Leistungen der anerkannten Regeln der Technik erfüllt sind, können Mängel auch dann vorhanden sein, wenn die Arbeiten nicht den „Soll-Vorgaben“ entsprechen. Zudem ist der Auftragnehmer bei der funktionalen Leistungsbeschreibung frei in der Planung. Für den Auftragnehmer ist die Kalkulation von besonderer Bedeutung. In seiner Planung und Angebotserstellung muss er sämtliche Arbeiten und die damit verbundenen Kosten einbeziehen. Für den Auftraggeber bedeutet die Funktionale Leistungsbeschreibung, dass er einen mitverantwortlichen Partner für Planungs- und Ausführungsfehler erhält. Im Zweifel kann er sich darauf berufen, dass sein Vertragspartner eine angemessene Funktion für die Gesamtleistung hat. Der Auftragnehmer kann seine Erfahrungen und Kenntnisse einsetzen, um die Umsetzung zu optimieren. Dies gilt insbesondere für Rationalisierungsmaßnahmen.

### Form, Prüfung, Wertung
Die Angebote, die vom Auftragnehmer verfasst werden, müssen auf formelle, fachliche und rechnerische Richtigkeit geprüft werden. Auch die Vollständigkeit spielt hier eine große Rolle. Nach der Prüfung und Wertung der Angebote, werden die verschiedenen Lösungsansätze schließlich mit der in der ersten Phase erstellten Bewertungsmatrix verglichen. Dadurch kommt es am Ende zu einer Zuschlagserteilung oder zu einer Aufhebung.

### Zuschlagserteilung
Der Zuschlag wird nach dem GWB §97 Abs. 5 dem wirtschaftlichsten Angebot erteilt, dabei ist unter Wirtschaftlichkeit nicht nur das preiswerteste Angebot zu verstehen. Es ist vielmehr ein Ausgleich zwischen ausgeschriebener Leistung und die dafür aufzuwendenden Finanzmittel anzustreben. Bei der FLB können zwei Fälle unterschieden werden. Der erste Fall bezieht sich auf eine hinreichend genau ausgeschriebene FLB, die sehr viele Vorgaben enthält. Hier ist zu erwarten, dass dem Auftraggeber sehr homogene Angebote zukommen, da die Einschränkungen in der Ausschreibung dies erzwingen. Daher kommt bei dieser Variante der Grundsatz nach dem GWB nicht zum Einsatz, da andere Kriterien sich nicht eignen oder erforderlich sind. Es ist daher wahrscheinlicher, dass das preiswerteste Angebot den Zuschlag erhält. Der zweite Fall bezieht sich auf die FLB, bei der nur grundlegende Informationen und Zielvorgaben ausgeschrieben werden. Die Angebote können hier sehr stark variieren, da der Planung mehr Freiheit gelassen wird. Ein alleiniges Zuschlagskriterium ist hier wegen des qualitativen Elements von Planungsleistungen nicht geeignet, da eine allein am Preis ausgerichtete Wertung der Angebote Planungsleistungen nicht berücksichtigt.
Für die Prüfung der Angebote werden zu Beginn Zuschlagskriterien vom Auftraggeber in ein Verhältnis gesetzt, um objektiv festzustellen, welches Angebot am wirtschaftlichsten ist. Die Zuschlagskriterien dienen dazu, eine vergleichende Beurteilung der unterschiedlichen Angebote zu ermöglichen. Solche Kriterien können Qualität, Preise, Konzepte, Ästhetik und vieles mehr beinhalten. Nach der Auswahl dieser Kriterien findet eine Wichtung statt. Der Auftraggeber darf auch hier entscheiden, welche Zuschlagskriterien mehr Einfluss haben dürfen. Im Anschluss kann mit der Zuhilfenahme einer Bewertungsmatrix die Auswertung erfolgen. Dabei werden Punkte vergeben und in Kombination mit der Wichtung wird ein Faktor für ein Angebot ermittelt. Der Faktor dient zum Vergleich der Angebote und bringt das wirtschaftlichste Angebot zum Vorschein.